# Ithomia naxo
Ithomia naxo är en fjärilsart som beskrevs av Charles Oberthür 1878. Ithomia naxo ingår i släktet Ithomia och familjen praktfjärilar. Inga underarter finns listade i Catalogue of Life.